# الکس ناکس
الکس ناکس (انگلیسی: Alex Knox؛ زادهٔ ۲۱ ژوئن ۱۹۹۷) بازیکن فوتبال اهل ایالات متحده آمریکا است.